# Silnik przelotowy
Silnik przepływowy – rodzaj silnika odrzutowego wytwarzający ciąg przez przyspieszenie masy gazów przez nie przepływających. Utleniaczem niezbędnym do procesu spalania jest tlen zawarty w przepływającym przez silnik powietrzu. Podstawowymi rodzajami silników przelotowych są silniki pulsacyjne, strumieniowe i turboodrzutowe (jedno- i wieloprzepływowy)